# Peter Ambrosius Lehmann
Peter Ambrosius Lehmann (1663 – 1729) war ein deutscher Schriftsteller, Lehrer und Legationsrat. Sein Werk Die vornehmsten europäischen Reisen war ein Bestseller der frühen Neuzeit und war das Standardwerk für Reisende im 18. Jahrhundert.

## Biographie
Im Jahre 1663 wurde Lehmann in der Stadt Döbeln geboren und am 20. Dezember 1683 getauft. Über seine Familie wie über sein Leben im Allgemeinen ist wenig überliefert. Er besuchte die Fürstenschule im nahegelegenen Meißen und studierte in Leipzig Theologie und Geschichte.
1690 ernannte man ihn zum Magister der Philosophie. Er hielt Vorlesungen an der Universität, bis er sich dazu entschied, nach Hamburg zu ziehen. Die Freie Reichsstadt wurde zum Zentrum seines weiteren Lebens.
Hier wurde er 1693 zu einem der Kandidaten des Ministeriums berufen und verdingte sich als Hauslehrer. Allerdings zog er sich bald wieder von diesen lehrenden Tätigkeiten zurück und wandte sich seinen „literarischen Arbeiten“ zu.
Im Jahre 1708 wurde er von August dem Starken, König von Polen und Kurfürst von Sachsen, zum Legionssekretär im niedersächsischen Kreis ernannt; 1729 wurde er Mitglied in der Akademie der Wissenschaften in Berlin.
Er unternahm einige Reisen, blieb aber die meiste Zeit in Hamburg, wo er sich als Schriftsteller verdingte und schließlich am 31. Oktober 1729 verstarb.

## Werk
Von 1699 bis 1704 gab Lehmann die Zeitschrift Historische Remarques der neuesten Sachen in Europa heraus, die jährlich erschien. Außerdem wirkte er zusammen mit Gottfried Strasberg an der Nova litteraria Germaniae collecta Hamburgi, die ein Versuch der beiden war, eine Gelehrtenzeitschrift nach Vorbild der  Acta Eruditorum  zu schaffen und von 1703 bis 1706 erschien. Man berichtete über „Arbeiten der Gelehrten, akademische Schriften, Ehrungen, Todesfälle, aber auch über wissenschaftliche Fortschritte auf dem Gebiete der Medizin, Naturwissenschaften und Münzkunde“. Diese Informationen trug man aus Journalen zusammen, die in Leipzig, Halle, Wittenberg, Jena und Frankfurt erschienen. Dies weitete sich im Jahre 1707 auch auf ausländische Literaturneuigkeiten aus, was zu einer Umbenennung der Zeitschrift in Nova litteraria Germaniae aliorumque Europae regnorum collecta Hamburgi führte. Diese wurde schließlich im Jahre 1709 eingestellt. Sein 1694–1700 in mehreren Teilen erschienenes Werk Das jetzt herrschende Europa oder Beschreibung aller christlichen Potentaten, Kayser, Könige, Chur- und Fürsten so jetziger Zeit in Europa herrschen – wie es im Langtitel heißt, spiegelt seinen Titel inhaltlich genau wider und wird als „eine Art Vorläufer des Gotha'schen genealogischen Almanachs“ bezeichnet.
Als wichtigstes seiner Werke sind wohl seine „vornehmsten europäischen Reisen“ zu begreifen, von welchen sechzehn Auflagen nachweislich belegt sind. Die Dunkelziffer ist womöglich noch größer, doch schon mit dieser Auflagenzahl bricht das Buch bis zum Ende des 18. Jahrhunderts einen Rekord, den kein anderes deutschsprachiges Reisehandbuch ansatzweise erreichen konnte. In seinem Vorwort spricht Lehmann von der „Nohtwendigkeit und Nutzbarkeit der Reise“ und rechtfertigt sie. Dies war vonnöten, da das Reisen als Phänomen noch immer eher den Privilegierten vorbehalten war und sich in der bürgerlichen Schicht noch in der Entwicklung befand. In seinem Werk spricht er nicht nur die Vorteile der Reise an, sondern klärt auch über die notwendige Reisevorbereitung sowie über die Nützlichkeit von Sprachenkenntnissen auf. Hauptaufgabe des Werkes ist es allerdings, die Reiserouten, die Lehmann teilweise aus eigener Erfahrung kannte oder ihm von Reisenden beschrieben worden waren, genauestens darzulegen. Dazu zählten im Übrigen ebenfalls Empfehlungen, in welchen Wirtshäusern man preiswert die Nacht verbringen konnte. Des Weiteren ist er für eine Vielzahl von Gelehrtenverzeichnissen verantwortlich.

## Rezeption
Lehmann stellt sich mit seinen vornehmsten europäischen Reisen in eine gerade erst auflebende Tradition von Reiseliteratur – die auf die Weiterentwicklung des Post- und Zeitungswesen zurückzuführen ist – und prägt diese entscheidend.
Die hohe Auflagenanzahl zeigt, wie populär das Buch einst gewesen sein muss, auch wenn genaue Angaben über die Stückzahl – wie es bei Werken aus der frühen Neuzeit nicht unüblich ist, nicht überliefert sind. Das, im Verlag der Heroldschen Buchhandlung in Hamburg erschienene, Handbuch war ein Standardwerk für Reisende, was als Konsequenz hatte, dass es selbst nach Lehmanns Tod noch immer neu aufgelegt wurde. Die Herausgeber der achten bis zehnten Fassung sind namentlich nicht bekannt, ab der elften Auflage im Jahre 1767 zeigt sich jedoch Gottfried Friedrich Krebel verantwortlich, der sich über die schlampige Arbeit der vorangehenden Verantwortlichen beschwert. In der Manier Lehmanns bringt Krebel die Auflagen stets auf den neuesten Stand der technischen Entwicklung, was Postverbindungen, gängige Münzen oder Übernachtungsmöglichkeiten betraf. Das Vorwort Lehmanns wird durch ein kürzeres Vorwort Krebels ausgetauscht, da das Phänomen der Reise einem Sinneswandel begriffen war, sodass sie nicht mehr verpönt war und einer weiteren Rechtfertigung bedurfte. Ab der vierzehnten Auflage aus dem Jahre 1791 erhielt er Hilfe von einer anderen, nicht namentlich genannten Person.
Mindestens bis Ende des 18. Jahrhunderts hatte Lehmanns Werk noch höchste Relevanz, geriet danach allerdings ebenfalls wie sein Autor und auch Krebel in Vergessenheit, sodass seine Person heute nur sehr spärlich erforscht ist.